# Prochromadorella micoletzkyi
Prochromadorella micoletzkyi är en rundmaskart som beskrevs av Benjamin G. Chitwood 1951. Prochromadorella micoletzkyi ingår i släktet Prochromadorella och familjen Chromadoridae. Inga underarter finns listade i Catalogue of Life.